# Olimp
Olimp falu Constanța megyében, Dobrudzsában, Romániában. Közigazgatásilag Mangalia városához tartozik.

## Fekvése
A település az ország délkeleti részén, a Fekete-tenger partján található, Mangaliatól hét kilométerre északra, Neptun faluval összenőve.

## Története
Az üdülőfalut 1972-ben hozták létre.

## Turizmus
Az 1989-es romániai forradalom előtti érában is jelentős turisztikai központ volt, az akkori viszonyokhoz képest luxus körülményeket biztosítva az itt nyaralóknak. A település déli részén, a homokos parttal párhuzamosan futó magas-partról szép kilátás nyílik a Fekete-tengerre. Ettől északra a tengerpart kiszélesedik, számos mesterségesen kialakított öböllel tették látványosabbá, mely egyenletesebb, de turisták által kevésbé frekventált szakasszal folytatódik Costinești irányába.